# Pat Symonds
Patrick Bruce Reith « Pat » Symonds, né le 11 juin 1953 à Bedford, est un ingénieur britannique. Il est connu pour son implication dans plusieurs écuries de Formule 1, comme Benetton, Renault ou Williams. Il est aujourd'hui le directeur technique de la Formule 1. 

## Biographie

### Jeunesse et succès
Pat Symonds est né à Bedford et a fait ses études à l'école de Gresham, avant de poursuivre  à Oxford Brookes University et à l'université de Cranfield, où il obtient un Master en aérodynamique.
Il rejoint le monde de la compétition automobile, étant recruté par des équipes évoluant dans des formules de promotion, avant d'être engagé par une première écurie de Formule 1, Toleman, dans les années 1980. L'équipe est ensuite rebaptisée Benetton, puis Renault au fil du temps, pendant que Symonds devient de plus en plus important au sein de cette équipe, étant l'ingénieur de course de pilotes comme Alessandro Nannini ou Teo Fabi.
Au milieu des années 1990, il est l'ingénieur de course de Michael Schumacher qui devient double champion du monde, et est parallèlement à la tête du département de recherche et développement. Malgré le départ de Schumacher, Symonds reste chez Benetton dont il devient le directeur technique avant d'être nommé directeur exécutif de l'ingénierie à partir de 2001, poste qu'il conserve après le rachat de l'équipe par Renault.

### Grand Prix de Singapour 2008
En 2009, à la suite des révélations de la chaîne brésilienne TV Globo, Pat Symonds est directement impliqué dans le scandale du Grand Prix de Singapour 2008 (dit « Crashgate »), lorsque Nelson Piquet Jr., pilote Renault, avoue avoir reçu des ordres de Symonds lui ordonnant de s'accidenter volontairement en plein Grand Prix, pour favoriser la victoire de son coéquipier Fernando Alonso. Licencié de Renault F1 comme Flavio Briatore, Pat Symonds est un temps suspendu pour cinq ans de toute activité liée au sport automobile, mais voit sa peine réduite en une suspension de quatre ans de son rôle de directeur technique, pouvant toujours être consultant durant cette période.

### Retour au premier plan
En 2011, il devient ainsi consultant de Virgin Racing, devenue ensuite Marussia F1 Team. 
En 2013, la suspension de Symonds est levée, et il devient chef du département technique de Williams F1 Team. Après avoir fait retrouver les podiums à l'équipe britannique de 2014 à 2016, Pat Symonds quitte Williams et prend sa retraite à la fin de l'année 2016, après être arrivé en Formule 1 il y a plus de trente ans.
Mais il revient dans les années 2020 en tant que directeur technique (Chief Technical Officer) de la Formule 1, sous la direction de Stefano Domenicali et aux côtés du directeur sportif Ross Brawn. Il est ainsi grandement impliqué dans le futur de la discipline, notamment sur la conception des Formule 1 de la saison 2022 mais aussi sur les solutions concernant le carburant censé devenir de moins en moins fossile et de plus en plus durable.